# 沙加系列电子游戏列表
《沙加》系列（中国大陆又译作）是由史克威尔艾尼克斯（原史克威尔）开发并发行的角色扮演电子游戏系列，其处女作于1989年在日本首发。自《魔界塔士 沙加》在Game Boy首次亮相以来，《沙加》系列在北美洲及欧洲市场的多款電子遊戲機上进行了本地化处理。作为营销手段，最初的Game Boy三部曲在日本以外地区以《最终幻想》之名发行，但在其他方面二者并无关系。部分游戏作品仍以原始形式在日本独家销售，其他地区仅有在新平台发行的移植版或重制版。多数游戏设定及游戏机制都各自独立，游戏创作者河津秋敏主导了大多数游戏的开发，或对游戏开发提出了建议。
在2002年发行《无尽沙加》前，《沙加》系列新游戏一直在家用和掌上游戏机上发行。此後十餘年间，游戏机平台僅有移植和重制作品問世；2016年史克威尔艾尼克斯发行《沙加 绯色恩宠》，打破了遊戲機上長期未有新作的局面。2012年《Emperors SaGa》发行，《沙加》系列拓展到了手机和网页浏览器领域。2020年，史克威尔艾尼克斯在任天堂Switch发布了《沙加合集》（サ・ガコレクション），包含了三款Game Boy《沙加》游戏的移植版。截至2020年，《沙加》系列的全球销售量和下载量已超过1000万。超級任天堂《浪漫沙加》三部曲在系列中最为畅销，全球销量达400万。

## 游戏

### 主机游戏
| 作品 | |
| --- | --- |
| 魔界塔士 沙加首发日期： - 日本：1989年12月15日 - 北美：1990年9月 - 欧洲：2020年12月19日（《沙加合集》）                                       | 各平台发行年份： - 1989年 – Game Boy - 2002年 – WonderSwan Color - 2007年 – 手机（i-mode，EZweb） - 2008年 – 手机（SoftBank Mobile） - 2020年 – 任天堂Switch（《沙加合集》） |
| 魔界塔士 沙加首发日期： - 日本：1989年12月15日 - 北美：1990年9月 - 欧洲：2020年12月19日（《沙加合集》）                                       | 备注： - 首款为Game Boy发行的角色扮演电子游戏 - 1998年由Sun电子在北美重新发行 - 为WonderSwan Color发行了具有增强图形和游戏性的重制版 - 手游基于WonderSwan Color版 - 由于旧版服务终止，手游于2018年停止运营 - 原游戏移植版包括在2020年任天堂Switch《沙加合集》中                                                         |
| 沙加2 秘宝传说首发日期： - 日本：1990年12月14日 - 北美：1991年11月 - 欧洲：2020年12月19日（《沙加合集》）                                     | 各平台发行年份： - 1990年 – Game Boy - 2009年 – 任天堂DS（3D重制版） - 2020年 – 任天堂Switch（《沙加合集》） |
| 沙加2 秘宝传说首发日期： - 日本：1990年12月14日 - 北美：1991年11月 - 欧洲：2020年12月19日（《沙加合集》）                                     | 备注： - 1998年由Sun电子在北美重新发行 - 2009年，由Racjin开发的3D重制版在日本任天堂DS平台发行，游戏取名为《沙加2秘宝传说 命运女神》 - 原游戏移植版包括在2020年任天堂Switch《沙加合集》中 |
| 时空之霸者 沙加3 [完结篇]首发日期： - 日本：1991年12月13日 - 北美：1993年8月 - 欧洲：2020年12月19日（《沙加合集》）                           | 各平台发行年份： - 1991年 – Game Boy - 2009年 – 任天堂DS（3D重制版） - 2020年 – 任天堂Switch（《沙加合集》） |
| 时空之霸者 沙加3 [完结篇]首发日期： - 日本：1991年12月13日 - 北美：1993年8月 - 欧洲：2020年12月19日（《沙加合集》）                           | 备注： - 1998年由Sun电子在北美重新发行 - 2011年，由Racjin开发的3D重制版在日本任天堂DS平台发行，游戏取名为《沙加3时空之霸者 黑暗与光明》 - 原游戏移植版包括在2020年任天堂Switch《沙加合集》中 |
| 浪漫沙加首发日期： - 日本：1992年1月28日 - 北美：2005年10月11日（重制版）                                                                     | 各平台发行年份： - 1992年 – 超級任天堂 - 2001年 – WonderSwan Color - 2005年 – PlayStation 2 - 2009年 – 手机（i-mode，EZweb，SoftBank Mobile） |
| 浪漫沙加首发日期： - 日本：1992年1月28日 - 北美：2005年10月11日（重制版）                                                                     | 备注： - 史克威尔在超级任天堂上推出的第二款游戏 - 原版为日本独占 - 2001年为WonderSwan Color重新发行了拓展版 - 《浪漫沙加》重制版于2005年在PlayStation 2上发行，使用了3D图形和重新制作的原声带 - 重制版题为《浪漫沙加 -吟游诗人之歌-》（ロマンシング サガ -ミンストレルソング-） - 移植版手游基于WonderSwan Color版本 - 由于旧版服务终止，手游于2018年停止运营 |
| 浪漫沙加2首发日期： - 日本：1993年12月10日 - 北美：2017年12月15日（重制版） - 欧洲：2017年12月15日（重制版） - 臺港：2021年12月23日（重制版） | 各平台发行年份： - 1993年 – 超级任天堂 - 2010年 – 手机（i-mode） - 2011年 – 手机（EZweb） - 2016年 – Android，iOS，PlayStation Vita - 2017年 – Microsoft Windows，任天堂Switch，PlayStation 4，Xbox One |
| 浪漫沙加2首发日期： - 日本：1993年12月10日 - 北美：2017年12月15日（重制版） - 欧洲：2017年12月15日（重制版） - 臺港：2021年12月23日（重制版） | 备注： - 原版为日本独占 - 重制版于2017年在全球发行，預定于繁體中文區發行 |
| 浪漫沙加3首发日期： - 日本：1995年11月11日 - 北美：2019年11月11日（重制版） - 欧洲：2019年11月11日（重制版） - 臺港：2021年8月19日（重制版）  | 各平台发行年份： - 1995年 – 超级任天堂 - 2019年 – Android，iOS，Microsoft Windows，任天堂Switch，PlayStation 4，PlayStation Vita，Xbox One |
| 浪漫沙加3首发日期： - 日本：1995年11月11日 - 北美：2019年11月11日（重制版） - 欧洲：2019年11月11日（重制版） - 臺港：2021年8月19日（重制版）  | 备注： - 原版为日本独占 - 重制版于2019年在全球发行，2021年在繁體中文區發行，并提供额外内容 |
| SaGa 未拓領域首发日期： - 日本：1997年7月11日 - 北美：1998年3月25日 - 欧洲：2021年4月15日（重制版）                                           | 各平台发行年份： - 1997年 – PlayStation - 2021年 – Android，iOS，Microsoft Windows，任天堂Switch，PlayStation 4 |
| SaGa 未拓領域首发日期： - 日本：1997年7月11日 - 北美：1998年3月25日 - 欧洲：2021年4月15日（重制版）                                           | 备注： - 首款在日本外以《沙加》（SaGa）之名发行的游戏 - 北美原版由索尼电脑娱乐发行 - 2021年，史克威尔艾尼克斯发行高畫質重制版，收錄了原版因故削减的內容。2022年宣布將製作繁體中文版。 |
| SaGa 未拓領域2首发日期： - 日本：1999年4月1日 - 北美：2000年2月15日 - 欧洲：2000年3月22日                                                     | 各平台发行年份： 1999年 – PlayStation |
| SaGa 未拓領域2首发日期： - 日本：1999年4月1日 - 北美：2000年2月15日 - 欧洲：2000年3月22日                                                     | 备注： - 欧洲首度发行 |
| 无尽沙加首发日期： - 日本：2002年12月19日 - 北美：2003年6月17日 - 欧洲：2003年10月31日                                                        | 各平台发行年份： 2002年 – PlayStation 2 |
| 无尽沙加首发日期： - 日本：2002年12月19日 - 北美：2003年6月17日 - 欧洲：2003年10月31日                                                        | 备注： - 欧洲版由雅达利发行 - 2013年由艺电在韩国发行 |
| 沙加 绯色恩宠首发日期： - 日本：2016年12月15日 - 北美：2019年12月3日 - 欧洲：2019年12月3日 - 臺灣：2022年4月21日（緋色的野望）                | 各平台发行年份： - 2016年 – PlayStation Vita - 2018年 – Android，iOS，Microsoft Windows，任天堂Switch，PlayStation 4，Xbox One（《绯色的野望》） |
| 沙加 绯色恩宠首发日期： - 日本：2016年12月15日 - 北美：2019年12月3日 - 欧洲：2019年12月3日 - 臺灣：2022年4月21日（緋色的野望）                | 备注： - PlayStation Vita版为日本独占 - 副标题为《绯色的野望》（緋色の野望）的拓展版分别于2018年和2019年在日本及全球发行 |
| 沙加 翠之超越首发日期： - 2024年4月25日 | 各平台发行年份： - 2024年 - Android、iOS、任天堂Switch、PlayStation 4、PlayStation 5、Windows |

### 手机和网页游戏
| 作品 |                                                                                             |
| --- | ------------------------------------------------------------------------------------------- |
| Emperors SaGa首发日期： - 日本：2012年9月18日                                                                          | 各平台发行年份： - 2012年 – 手机（GREE） - 2013年 – 手机（夢寶谷，NTT Docomo）              |
| Emperors SaGa首发日期： - 日本：2012年9月18日                                                                          | 备注： - 最先为移动设备而开发的《沙加》系列首部作品 - 由Altplus开发 - 2017年4月28日停止运营 |
| 帝国沙加首发日期： - 日本：2015年6月18日                                                                               | 各平台发行年份： 2015年 – 网页浏览器                                                        |
| 帝国沙加首发日期： - 日本：2015年6月18日                                                                               | 备注： - 由Think & Feel开发 - 2019年12月26日停止运营                                        |
| 浪漫沙加 Re;univerSe首发日期： - 日本：2018年12月6日 - 北美：2020年6月25日 - 欧洲：2020年6月25日 - 臺港：2020年6月25日 | 各平台发行年份： 2019年 – Android，iOS                                                      |
| 浪漫沙加 Re;univerSe首发日期： - 日本：2018年12月6日 - 北美：2020年6月25日 - 欧洲：2020年6月25日 - 臺港：2020年6月25日 | 备注： - 由晓开发 - 背景为《浪漫沙加3》世界                                                 |
| 帝国沙加 Eclipse首发日期： - 日本：2019年10月31日                                                                      | 各平台发行年份： 2019年 – 网页浏览器                                                        |
| 帝国沙加 Eclipse首发日期： - 日本：2019年10月31日                                                                      | 备注： - 《帝国沙加》续作 - 由Think & Feel开发                                              |

## 合集
| 作品                                                             |                                                                        |
| ---------------------------------------------------------------- | ---------------------------------------------------------------------- |
| 沙加合集首发日期： - 日本：2020年12月15日 - 全球：2020年12月19日 | 各平台发行年份： 2020年 – 任天堂Switch                                 |
| 沙加合集首发日期： - 日本：2020年12月15日 - 全球：2020年12月19日 | 备注： - Game Boy《沙加》三部曲移植版 - Game Boy《沙加》三部曲欧洲首发 |